# آریلا کزلین
آریلا کزلین (به انگلیسی: Ariella Kaeslin) ژیمناست زادهٔ ۱۱ اکتبر ۱۹۸۷ میلادی اهل کشور سوئیس است.